# هومر هيك
هومر هيك هو سياسي أمريكي، ولد في 29 سبتمبر 1936، وتوفي في 10 نوفمبر 2014. نشط حزبياً في الحزب الديمقراطي. وقد انتخب عضو مجلس ولاية فيرجينيا الغربية ‏.